# Лоханов, Алексей Александрович

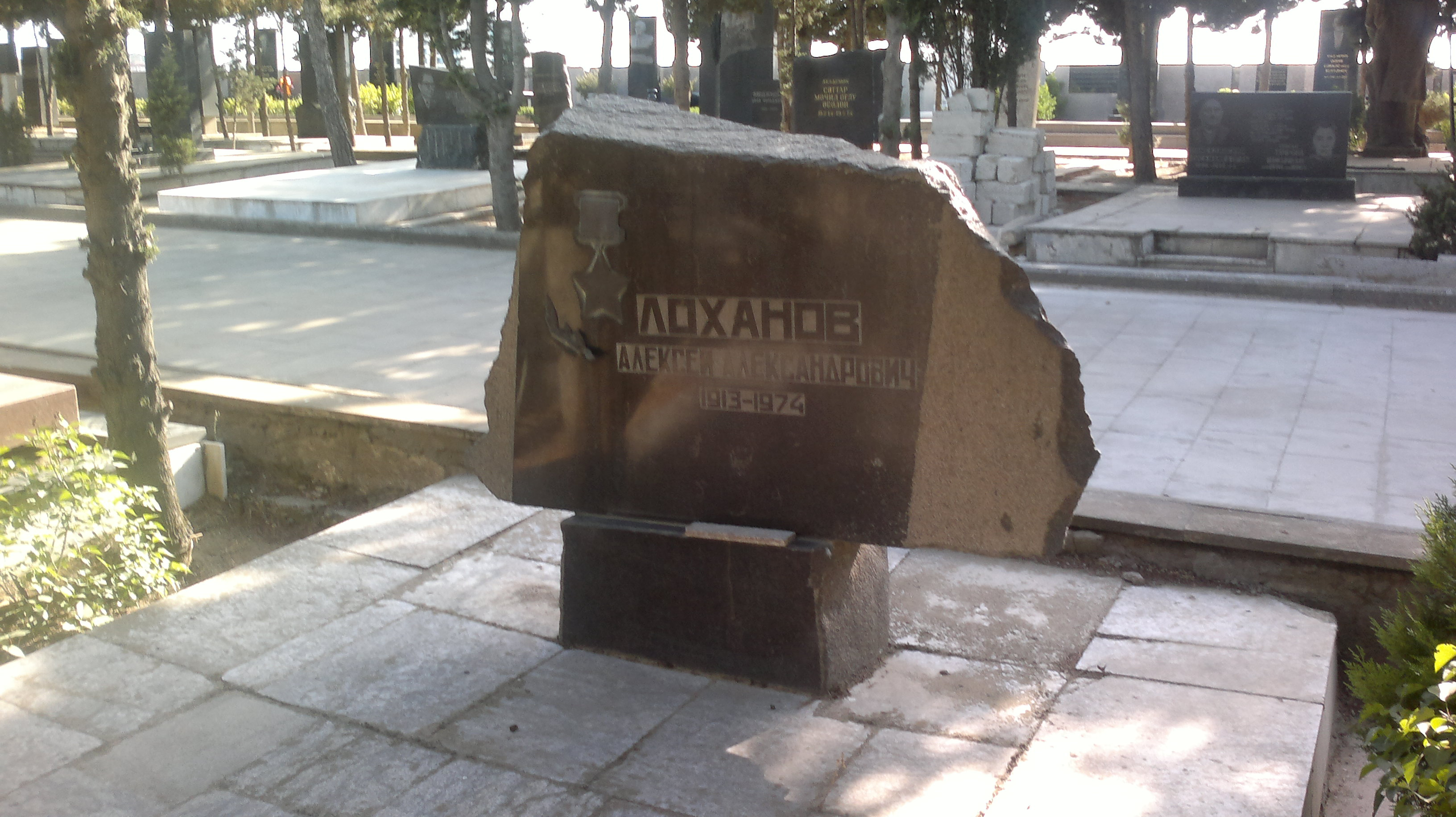
Могила А. А. Лоханова на II Аллее почётного захоронения в Баку

Алексей Александрович Лоханов (1913—1974) — майор Советской Армии, участник Великой Отечественной войны, Герой Советского Союза (1943).

## Биография
Родился 2 апреля 1913 года в посёлке Камешково (ныне — город во Владимирской области). После окончания неполной средней школы работал в родном посёлке на фабрике, позднее переехал в Москву, работал на заводе. В 1935 году Лоханов был призван на службу в Рабоче-крестьянскую красную Армию. В 1937 году он окончил Ворошиловградскую военную авиационную школу пилотов. Участвовал в боях советско-финской войны. С начала Великой Отечественной войны — на её фронтах.
К марту 1943 года капитан Алексей Лоханов командовал эскадрильей 130-го бомбардировочного авиаполка 204-й бомбардировочной авиадивизии 1-й воздушной армии Западного фронта. К тому времени он совершил 147 боевых вылетов на воздушную разведку и бомбардировку скоплений боевой техники и живой силы противника, нанеся ему большие потери. В воздушных боях он сбил 13 вражеских самолётов.
Указом Президиума Верховного Совета СССР от 24 августа 1943 года за «образцовое выполнение боевых заданий командования на фронте борьбы с немецкими захватчиками и проявленные при этом мужество и героизм» капитан Алексей Лоханов был удостоен высокого звания Героя Советского Союза с вручением ордена Ленина и медали «Золотая Звезда» за номером 1711.
В экипаже Лоханова летали Герои Советского Союза Александр Медведев и Владимир Судаков. В 1947 году в звании майора Лоханов был уволен в запас. Проживал и работал в Баку. Умер 8 декабря 1974 года. Похоронен в Баку на Второй Аллее почётного захоронения.

## Награды
Был награждён двумя орденами Ленина (февраль 1942 г., август 1943 г.), орденами Красного Знамени (сентябрь 1942 г.), Отечественной войны 1-й степени (август 1943 г.) и Красной Звезды (декабрь 1941 г.), рядом медалей (в том числе "За оборону Москвы).

## Память
- Бюст Лоханова установлен в деревне Ряхово Камешковского района[1].
- Мемориальная доска в память о Лоханове установлена Российским военно-историческим обществом на здании школы № 2 города Камешково, где он учился.